# Jamaillia
Jamaillia is de fantasie-hoofdstad van de gelijknamige satrapie in het fictieve Rijk van de Ouderlingen uit de boeken van Robin Hobb (pseudoniem van Margaret Lindholm).

In de Jamaillia zetelt de satraap van het rijk, dat zich uitstrekt tot aan Beijerstad in het noorden en verder zuidwaarts.

Vooral in De boeken van de Levende Schepen speelt Jamaillia een belangrijke rol.

## Geografie
De hoofdstad van Jamaillia ligt waarschijnlijk tegen de evenaar van een bolvormige wereld. Het rijk strekt zich uit tot Beijerstad in het noorden, en verder zuidwaarts. De dichtstbijzijnde stad is waarschijnlijk Kaarsdorp.

## Geschiedenis
Over Jamaillia's geschiedenis wordt weinig gezegd, behalve dat de Pareltroon van de satrapie al generaties lang wordt bezeten. Jamaillia is het centrum van alle cultuur, muziek en politiek volgens de zuidelijke staten, en veel andere steden zijn vanuit Jamaillia bevolkt.

Jamaillia wordt ook wel de Witte Stad genoemd, naar het witte gesteente waar de stad uit is opgebouwd. Aan de noordkant van de haven staan enkele indrukwekkende hoge torens. De hoogste is een tempel aan Sa, de tweede is die van de satraap.

Van binnen is de metropool verrot door het bestuur van de onbekwame satraap Cosgo. Al het geld blijft bij de edelen en bij de satraap, en de bevolking leeft in constante vrees voor de slavernij, die iedereen in Jamaillia kan treffen.